# Hyphessobrycon comodoro
Hyphessobrycon comodoro — вид прісноводних риб родини харацинових (Characidae). Описаний у 2022 році.

## Поширення
Ендемік Бразилії. Виявлений у муніципалітеті Комодору у штаті Мату-Гросу. Мешкає у річці Мутум, притоці річки Журуєна у басейні Тапажос на плато Серра-душ-Паресіш.